# Roncourt
|  | Per a altres significats, vegeu «Hagnéville-et-Roncourt». |

Roncourt és un comú francès al departament del Mosel·la (regió del Gran Est. L'any 2007 tenia 685 habitants.

## Demografia

### Població
El 2007 la població de fet de Roncourt era de 685 persones. Hi havia 256 famílies, de les quals 52 eren unipersonals (24 homes vivint sols i 28 dones vivint soles), 76 parelles sense fills, 96 parelles amb fills i 32 famílies monoparentals amb fills.
La població ha evolucionat segons el següent gràfic:

### Habitatges
El 2007 hi havia 290 habitatges, 264 eren l'habitatge principal de la família, 1 era una segona residència i 25 estaven desocupats. 214 eren cases i 76 eren apartaments. Dels 264 habitatges principals, 226 estaven ocupats pels seus propietaris, 34 estaven llogats i ocupats pels llogaters i 4 estaven cedits a títol gratuït; 6 tenien dues cambres, 52 en tenien tres, 45 en tenien quatre i 161 en tenien cinc o més. 206 habitatges disposaven pel capbaix d'una plaça de pàrquing. A 112 habitatges hi havia un automòbil i a 123 n'hi havia dos o més.

### Piràmide de població
La piràmide de població per edats i sexe el 2009 era:
| Homes | Edats   | Dones |
| ----- | ------- | ----- |
| 0     | 95 o +  | 0     |
| 0     | 90 a 94 | 4     |
| 4     | 85 a 89 | 0     |
| 0     | 80 a 84 | 4     |
| 12    | 75 a 79 | 16    |
| 28    | 70 a 74 | 24    |
| 12    | 65 a 69 | 4     |
| 12    | 60 a 64 | 36    |
| 20    | 55 a 59 | 28    |
| 32    | 50 a 54 | 24    |
| 40    | 45 a 49 | 20    |
| 32    | 40 a 44 | 36    |
| 40    | 35 a 39 | 44    |
| 12    | 30 a 34 | 16    |
| 20    | 25 a 29 | 16    |
| 4     | 20 a 24 | 36    |
| 20    | 15 a 19 | 32    |
| 44    | 10 a 14 | 4     |
| 12    | 5 a 9   | 20    |
| 16    | 0 a 4   | 16    |

## Economia
El 2007 la població en edat de treballar era de 463 persones, 333 eren actives i 130 eren inactives. De les 333 persones actives 317 estaven ocupades (183 homes i 134 dones) i 16 estaven aturades (5 homes i 11 dones). De les 130 persones inactives 46 estaven jubilades, 47 estaven estudiant i 37 estaven classificades com a «altres inactius».

### Ingressos
El 2009 a Roncourt hi havia 306 unitats fiscals que integraven 802 persones, la mediana anual d'ingressos fiscals per persona era de 19.338 €.

### Activitats econòmiques
Dels 19 establiments que hi havia el 2007, 1 era d'una empresa de fabricació d'altres productes industrials, 6 d'empreses de construcció, 5 d'empreses de comerç i reparació d'automòbils, 1 d'una empresa de transport, 1 d'una empresa d'hostatgeria i restauració, 1 d'una empresa financera, 1 d'una empresa de serveis i 3 d'empreses classificades com a «altres activitats de serveis».
Dels 6 establiments de servei als particulars que hi havia el 2009, 2 eren guixaires pintors, 1 fusteria, 1 perruqueria, 1 restaurant i 1 saló de bellesa.
L'any 2000 a Roncourt hi havia 3 explotacions agrícoles.

## Equipaments sanitaris i escolars
El 2009 hi havia una escola elemental.

## Poblacions properes
El següent diagrama mostra les poblacions més properes.